# 本島 (香川県)
本島（ほんじま）は、香川県丸亀市に属する島。面積6.74km2、周囲16.4km。本土からの距離は約10kmである。
塩飽諸島の中心で、四人の年寄が勤番で政務を行った塩飽勤番所、敵襲からの防御を考え細い路地が入り組んだ古い町並みが残るかつての塩飽水軍の本拠「笠島」などが見られる。今も塩飽諸島の中で最も人口が多い。2018年（平成30年）4月1日現在の人口は326人である。

## 歴史
- 1954年（昭和29年）3月31日 - 仲多度郡本島村から丸亀市へ編入。
- 1979年（昭和54年）3月22日 - 鍋島灯台沖合でタンカーと貨物船が衝突。流出した原油の一部がオイルボールとなって海岸に漂着[3]。
- 2020年（令和2年） - 新型コロナウイルス感染症の拡大に伴い、泊海水浴場の開設が見送られた。この措置は2021年、2022年、2023年も継続[4]。

## 交通

### 船
- 本島汽船
  - 丸亀 - 牛島 - 本島 （フェリー、旅客船）
- 六口丸海運
  - 児島 - 本島 （旅客船）

### 島内
- 本島町コミュニティバス
  - 生ノ浜 - 大浦 - 本島港 - 笠島 - 屋釜

## 名所・旧跡
- 笠島 - 「丸亀市塩飽本島町笠島伝統的建造物群保存地区」の名称で国の重要伝統的建造物群保存地区として選定されている[5]
  - まち並保存センター（真木邸）
  - ふれあいの館（小栗邸）
  - 文書館（藤井邸）
  - 吉田邸 - 伊藤若冲の掛軸を公開
  - 専称寺 - 年寄吉田彦右衛門の墓は国の史跡（「塩飽勤番所跡」の附指定）[6]
  - 笠島城跡 - 香川県指定史跡[7]
  - 長徳寺 - 木造阿弥陀如来坐像、木造釈迦如来坐像、楊柳観音画像、モッコク、天文在銘文字瓦及び絵瓦は丸亀市指定文化財
  - 尾上神社
  - 笠島港
- 塩飽勤番所 - 寛政10年（1798年）築、文久2年（1862年）改築。国の史跡[8]。
- 千歳座 - 文久2年（1862年）築の芝居小屋。木烏神社境内にある。
- 正覚院 - 木造観音菩薩像[9]および両脇侍像（不動明王像・毘沙門天像）、線刻十一面観音鏡像[10]は国の重要文化財
- 東光寺 - 木造薬師如来坐像は国の重要文化財[9]
- 夫婦倉 - 市指定文化財。江戸時代末期築の二連式蔵[11]。
- 本島泊海水浴場 - 環境省選定「快水浴場百選」・「島の部特選」
- 水見色小学校 - 旧本島小学校西分校、映画「機関車先生」のロケ地[12]

## イベント
- 塩飽本島マイペースマラソン大会
- 瀬戸内国際芸術祭

## 公共施設など
- 丸亀市役所 本島市民センター
- 丸亀市立本島中学校
- 丸亀市立本島小学校
- 本島郵便局
- 泊港